# أنقليساويات
الأنقليساويات (الاسم العلمي: Anguilloidei) هي رتيبة من الأسماك تتبع رتبة الأنقليسيات من طائفة الأسماك العظمية.

## فصائل
- الأنقليسية (الاسم العلمي:Anguillidae) أو الأنقليسية النهرية أو أنقليسات المياه العذبة
- الأنقليسية الوحلية (الاسم العلمي:Heterenchelyidae)
- الأنقليسية الدودية (الاسم العلمي:Moringuidae) أو الأنقليسية السباجيتية